# Hochaltar (St. Michael, Schwäbisch Hall)

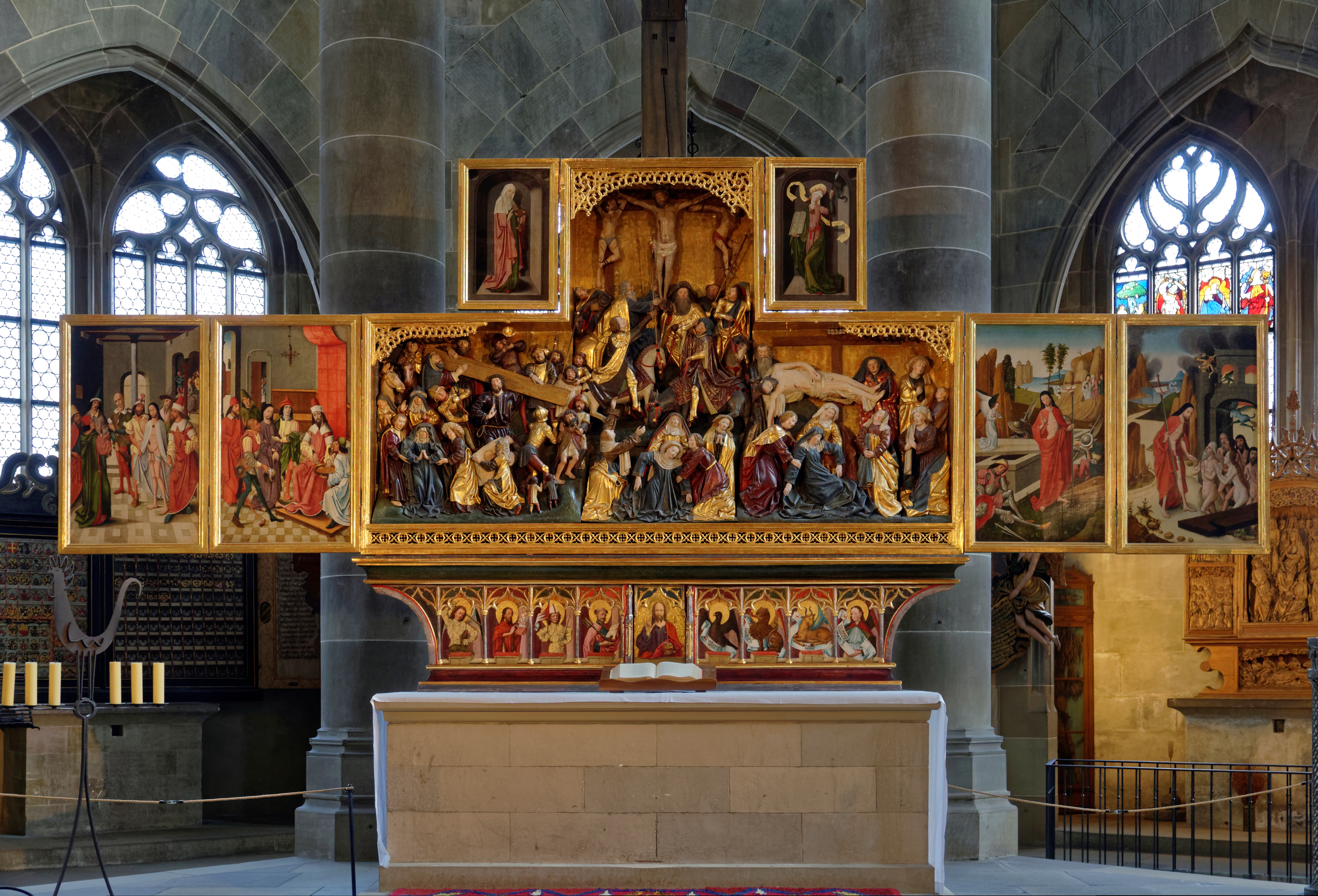
Der Hochaltar im geöffneten Zustand

Der Hochaltar in St. Michael in Schwäbisch Hall ist ein Flügelaltar aus der Zeit um 1460. Das in den Niederlanden geschaffene Retabel zeigt die Passion und Auferstehung Jesu.

## Geschichte
Der Flügelaltar ist das Werk namentlich unbekannter Künstler einer Brabanter Werkstatt, das um 1460 nach Schwäbisch Hall importiert wurde. Der Reformator Johannes Brenz verhinderte, dass dieser Altar dem Bildersturm während der Reformation zum Opfer fiel. Er wurde 1860 von Peter Martin Lamberty in Stuttgart restauriert.

## Beschreibung
Der gotische Flügelaltar besteht aus einem breiten Schrein mit einem figurenreichen Schnitzrelief und zwei jeweils auf Vorder- und Rückseite mit bemalten Tafeln versehenen Flügelpaaren, mit denen der Schrein vollständig verschlossen werden kann. Das Retabel wird von einer Predella getragen. Über dem Altar wurde nachträglich ein etwas jüngeres spätmittelalterliches Kruzifix angebracht.

### Oberflügel
Auf den Oberflügeln sind Ecclesia und Synagoga dargestellt. Eccelsia, die Verkörperung des Christentums, wendet sich dem im Altarschrein abgebildeten Heilsgeschehen zu. Sie hat ihr Haar wie eine verheiratete Frau oder eine Nonne mit einem Schleier bedeckt und hält einen Kelch als Zeichen des Neuen Bundes in der Hand. Synagoga dagegen trägt einen aufwändigen Kopfputz, der sie als leichtsinnig und oberflächlich charakterisiert. Sie wendet sich ab und hat zudem die Augen verbunden. Der zerbrochene Siegesstab in ihrer Hand stellt den Antitypos zu der Siegesfahne her, die Christus auf zwei Szenen (Auferstehung und Höllenfahrt) der Hauptflügel hält.
Die Rückseiten der Oberflügel wurden zu einem späteren Zeitpunkt mit Bibelversen beschrieben.

### Doppelflügel
Die Hauptflügel tragen auf Innen- und Außenseite jeweils zwei bemalte Tafeln. Auf der Innenseite der Doppelflügel sind Szenen aus der Passions- und Auferstehungsgeschichte abgebildet: Ecce homo, Händewaschung des Pontius Pilatus, Auferstehung und Höllenfahrt. Auf der Außenseite der Doppelflügel werden die vier lateinischen Kirchenväter gezeigt, die Bischöfe Augustinus und Ambrosius sowie Hieronymus in Kardinalstracht und Papst Gregor der Große. Der Name des Malers ist nicht bekannt. „Die Flügelbilder erinnern in den Typen an Dierick Bouts“.

Innenseite der Doppelflügel
Innenseite der Doppelflügel links, „Ecce homo“.
Innenseite der Doppelflügel links, „Jesus vor Pontius Pilatus, der sich zum Zeichen seiner Unschuld die Hände wäscht“.
Innenseite der Doppelflügel rechts, „Auferstehung Jesu“.
Innenseite der Doppelflügel rechts, „Jesus befreit am Tor der Vorhölle (Limbus) die Voreltern Adam u. Eva + die Gerechten des Alten Bundes“ (Höllenfahrt Jesu).

Außenseite der Doppelflügel
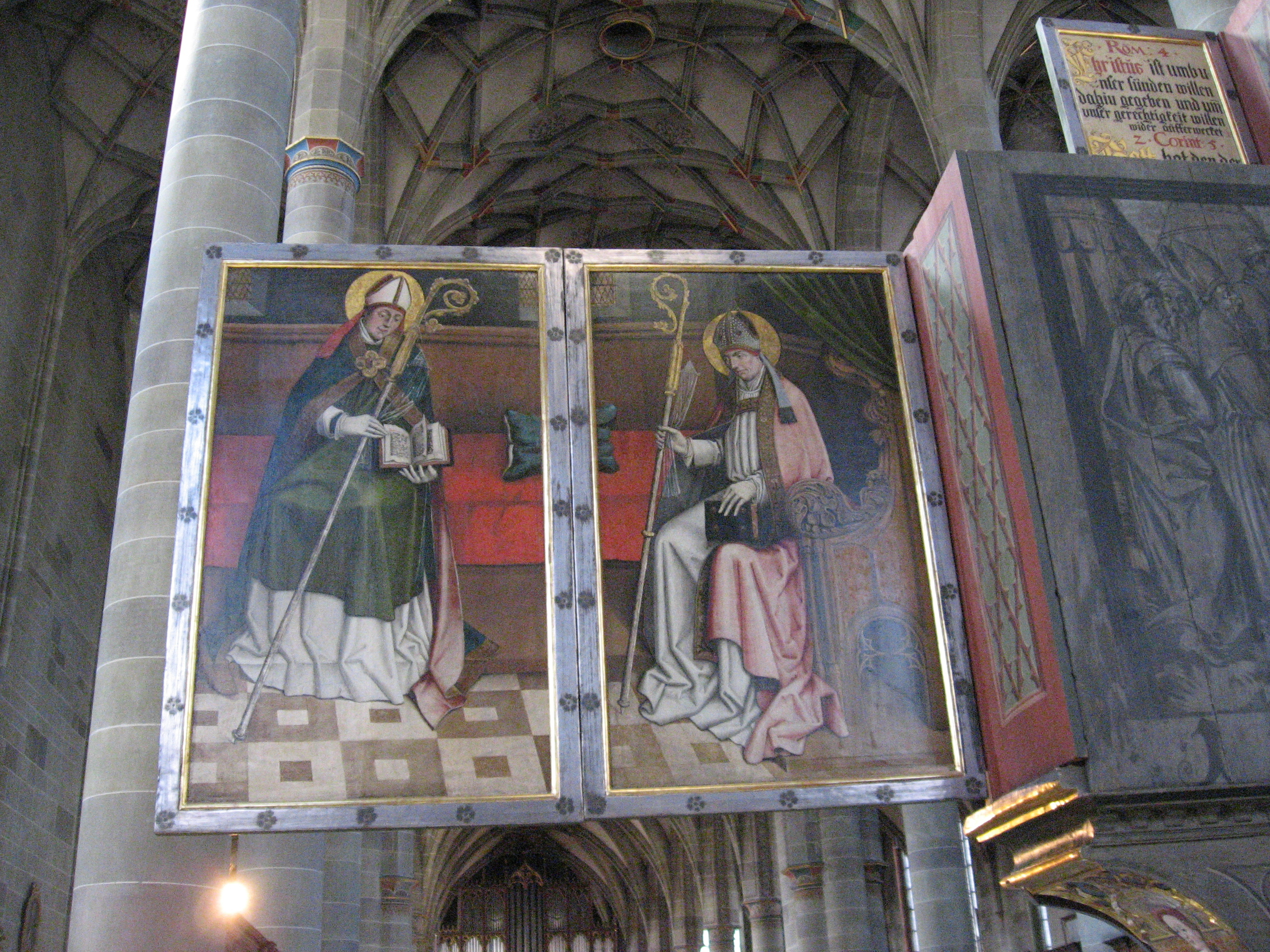
Bischöfe Augustinus und Ambrosius
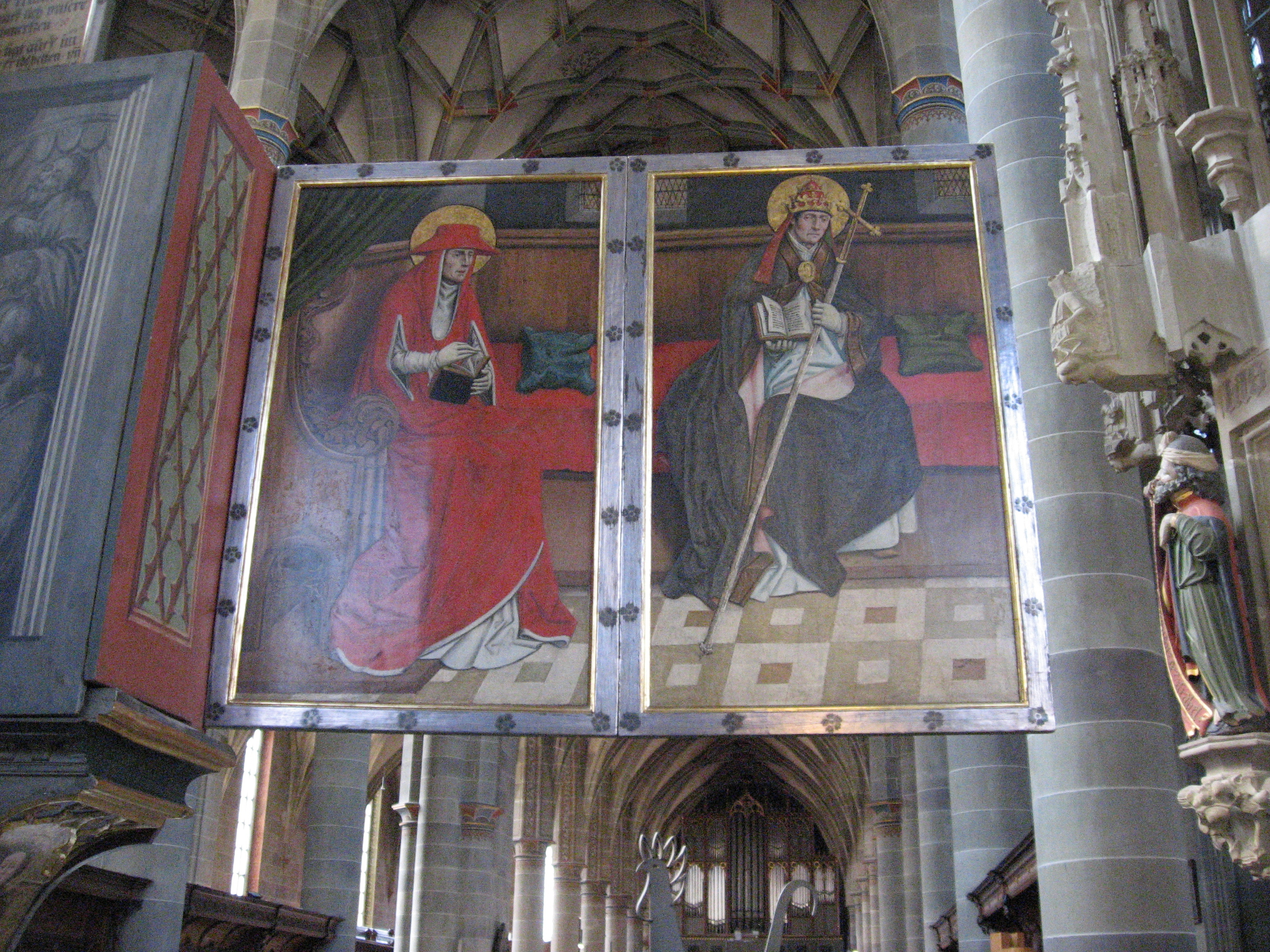
Hieronymus und Papst Gregor

### Mittelschrein
Im Altarschrein sind drei zentrale Szenen der Passionsgeschichte als Schnitzreliefs dargestellt. Insgesamt sind in dem breiten Schrein etwa 50 Personen in drei Figurengruppen zu sehen. Auf der linken Seite befindet sich die Figurengruppe, die die Kreuztragung darstellt. In dieser Szene ist auch Veronika mit dem Schweißtuch dargestellt. In der Mitte, höher aufragend, wird die Kreuzigung versinnbildlicht. Auf der rechten Seite ist die Kreuzabnahme dargestellt. In jeder Szene steht Maria, die Mutter von Jesus, im Vordergrund.

### Predella
Auf der Predella sind folgende Gemälde: in der Mitte Christus als Salvator mundi, links der Erzengel Michael, Johannes der Täufer, der heilige Georg und der Apostel Petrus, rechts die Symbole der vier Evangelisten.

### Rückseite
Da es nach der Einführung des Laienkelchs durch die Reformation üblich wurde, dass die Kommunikanten nach dem Empfang der Hostie hinten um den Altar herumgingen, um an der anderen Seite den Kelch zu empfangen, wurde 1587 auch die Rückseite des Altarschreins bemalt. Im Grisaille-Stil ist die Aufrichtung der Ehernen Schlange abgebildet.

### Kreuz
Den Flügelaltar überragt ein Kruzifix mit einem überlebensgroß dargestellten Gekreuzigten. Es ist das einzige signierte Werk des Bildschnitzers Michael Erhart aus Ulm und wird auf 1494 datiert. Jesus Christus ist naturalistisch als leidender Sterbender dargestellt. Hinter seinem Kopf ist die Kreuzinschrift entsprechend Joh 19,19  auf Latein, Griechisch und Hebräisch voll ausgeschrieben.